# IC 442
IC 442 ist eine verschmelzende Galaxienpaar im Sternbild Giraffe am Nordsternhimmel. Es ist schätzungsweise 197 Millionen Lichtjahre von der Milchstraße entfernt und hat einen Durchmesser von etwa 50.000 Lichtjahren.
Das Objekt wurde am 9. November 1890 vom britischen Astronomen William Frederick Denning entdeckt.